# Tony MacAlpine
Tony MacAlpine, né le 29 août 1960 à Springfield au Massachusetts, est un guitariste apparenté au metal néo-classique et au jazz fusion. Il a une formation de base au piano et au violon classique mais ce n'est que plus tard qu'il découvrit la guitare.
Il se fait connaître du grand public en 1986 avec un album instrumental, Edge Of Insanity sur le label Shrapnel Records du producteur Mike Varney, qui produisit aussi, quelques années auparavant, les premiers disques de Marty Friedman et Yngwie Malmsteen, le pionnier du metal dit néo-classique.
Il participe régulièrement aux tournées de Steve Vai, au clavier ou à la guitare.
Depuis le 2 mars 2007, il est également aux côtés de Michel Polnareff dans le cadre de sa grande tournée. On notera quelques solos remarquables comme dans le Bal des Laze où son jeu apporte une touche nouvelle aux compositions de Polnareff. Il est de nouveau présent sur la tournée de Michel Polnareff en 2016, où il interprète une version du standard Smoke on the Water de Deep Purple, en version instrumentale.

## Discographie

### Carrière solo
- Edge Of Insanity (1986)
- Maximum Security (1987)
- Eyes of the World (1990)
- Freedom To Fly (1992)
- Madness (1993)
- Premonition (1994)
- Evolution (1995)
- Violent Machine (1996)
- Live Insanity (1997)
- Master Of Paradise (1999)
- Chromaticity (2001)
- Tony MacAlpine (2011)
- Concrete Gardens (2015)
- Death Of Roses (2017)
- Equilibrium (2021)

Note : tous ces albums sont purement instrumentaux, sauf Eyes of the World et Master Of Paradise avec, respectivement, Alan Schorn et Tony MacAlpine au chant.

### Avec Planet X
- Universe (2000)
- Live From Oz (2002)
- Moonbabies (2002)

### Avec CAB
- CAB (2000)
- CAB 2 (2001)
- CAB 4 (2003)
- Théâtre de Marionnettes (2008)

### Avec Ring of Fire
- Mark Boals-ring of fire (2000)
- The Oracle (2001)
- Burning Live Tokyo (2002)
- Dreamtower (2002)
- Lapse of Reality (2004)
- Battle of Leningrad (2014)

### Collaborations
- Macalpine/Aldridge/Rock/Sarzo - Project Driver (1986)
- Vinnie Moore - Mind's Eye (1986)
- Joey Tafolla - Out of the Sun (1987)
- Vinnie Moore - The Maze (1999)
- Vitalij Kuprij - VK3 (1999)
- Mark Boals - Ring of Fire (2000)
- Mark Boals - Edge of the World (2002)
- G3 Satriani/Vai/Petrucci - Live in Tokyo (2005)
- Michel Polnareff - Ze re Tour (2007)
- Derek Sherinian - Oceana (2011)
- Bunny Brunel - Invent your future (2013)
- Michel Polnareff - À l'Olympia (2016)